# Димитър Тонев
Димитър Димитров Тонев е български футболист, атакуващ полузащитник.
Роден е на 15 октомври 2001 година в Пловдив. През 2017 година започва да играе в младежкия, а през 2019 година в основния отбор на „Ботев“ – Пловдив, с който играе в 65 мача от Първа професионална футболна лига. След това играе за кратко в „Пирин“ – Благоевград и в „Крумовград“, а от 2025 година – в „Черно море“ – Варна.